# 앤셋 오스트레일리아
앤셋 오스트레일리아(영어: Ansett Australia)은 1936년에 설립되어 2002년 3월 4일에 파산된 오스트레일리아의 항공사이다.
허브 공항은 시드니 공항, 멜버른 공항이 있으며 항공 동맹인 스타얼라이언스 회원으로 가입해 활동하기도 했다.

## 역사
1936년에 오스트레일리아의 사업가인 레지널드 마일스 앤셋(영어: Reginald Myles Ansett)에 의해 앤셋 항공(영어: Ansett Airways Pty Ltd)으로 설립해 1937년에 오스트레일리아의 증권 거래소에 상장 되었다. 이후 제2차 세계대전이 일어 나면서 미국 육군에게 비행기를 전세를 주기도 했다. 제2차 세계대전 이후 다수의 항공 회사를 합병 하면서 20세기의 후반 중에서 1980년대에 가장 많이 번창하기도 했다. 하지만 같은 회사의 출자 사업은 투자를 회수할 수 없었다.
1999년 4월 1일 항공 동맹이자 대한민국의 아시아나항공이 가맹하고 있는 스타얼라이언스에 가입했다.
2000년 2월 당시 절반의 지분을 보유하고 있었던 에어 뉴질랜드는 뉴질랜드 코퍼레이션의 출자분을 인수해 완전히 자회사가 되었다. 하지만 콴타스 항공과 오스트레일리아의 저비용 항공사에 경쟁에 밀리면서 항공기의 정비 불량에 의한 운항 보류는 운용 자금이 부족해 경영난에 빠지기 시작했다. 2000년 하계 올림픽의 공식 스폰서를 취득했지만, 현명하지 않은 투자와 주위에서 볼 수 있었다. 또한 자회사인 앤셋 뉴질랜드의 자금을 탕진하게 되면서 앤셋 뉴질랜드 회사 자체가 뉴질랜드 정부로부터 구제를 받는 사태가 터졌다.
2001년 5월 13일 앤셋 그룹은 법정 관리에 들어갔다. 하지만 같은 해 9월 법정 관리 결과, 앤셋 그룹은 재건이 불가능하다는 이유로 자회사를 포함해 운항을 중지했다. 갑작스런 운항 정지와 카운터 폐쇄 때문에 미리 국제선의 티켓을 구입하고 있던 많은 사람들에게 피해를 주었다.
오스트레일리아 정부의 채무 보증을 받아 2001년 10월 1일 오스트레일리아의 국내선 운항이 재개되었다. 이것이 앤셋 마크 2 불렀는데 재취항한지 얼마되지 않아 2002년 3월 4일 회사가 도산되면서 사실상 운항이 중지되고 말았다.

## 운항 노선

### 오세아니아
- 오스트레일리아
  - 캔버라 - 캔버라 공항
  - 시드니 - 시드니 공항
  - 앨리스스프링스 - 앨리스스프링스 공항
  - 다윈 - 다윈 국제공항
  - 울루루 - 에어즈 록 공항
  - 브리즈번 - 브리즈번 공항
  - 케언스 - 케언스 공항
  - 골드코스트 - 골드코스트 공항
  - 해밀턴섬 - 해밀턴섬 공항
  - 맥케이 - 맥케이 공항
  - 마운트 이사 - 마운트 이사 공항
  - 프로세르피네 - 위트선데이 코스트 공항
  - 선샤인코스트 - 선샤인코스트 공항
  - 타운스빌 - 타운스빌 공항
  - 애들레이드 - 애들레이드 공항
  - 호바트 - 호바트 국제공항
  - 론서스틴 - 론서스틴 공항
  - 멜버른 - 멜버른 공항
  - 아가일 - 아가일 공항
  - 브루메 - 브루메 국재공항
  - 카굴리-보울더 - 카굴리-보울더 공항
  - 카라타 - 카라타 공항
  - 쿠넌어라 - 쿠넌어라 공항
  - 뉴먼 - 뉴먼 공항
  - 제랄튼 - 제라틀 공항
  - 파라버두 - 파라버두 공항
  - 퍼스 - 퍼스 공항
  - 포트 헤드랜드 - 포트 헤드랜드 공항
- 뉴질랜드
  - 오클랜드 - 오클랜드 국제공항
  - 크라이스트처치 - 크라이스트처치 국제공항
- 피지
  - 난디 - 난디 국제공항

### 아시아
- 말레이시아
  - 쿠알라룸푸르 - 술탄 압둘 아지즈 샤 공항
- 인도네시아
  - 자카르타 - 수카르노 하타 국제공항[1]
  - 덴파사르 - 응우라라이 국제공항
- 중국
  - 상하이 - 상하이 훙차오 국제공항
- 홍콩
  - 홍콩 - 홍콩 국제공항[2]
- 중화민국
  - 타이베이 - 타이완 타오위안 국제공항[3]
- 일본
  - 오사카 - 간사이 국제공항
- 대한민국
  - 서울 - 김포국제공항

## 같이 보기
- 에어 뉴기니

## 사진

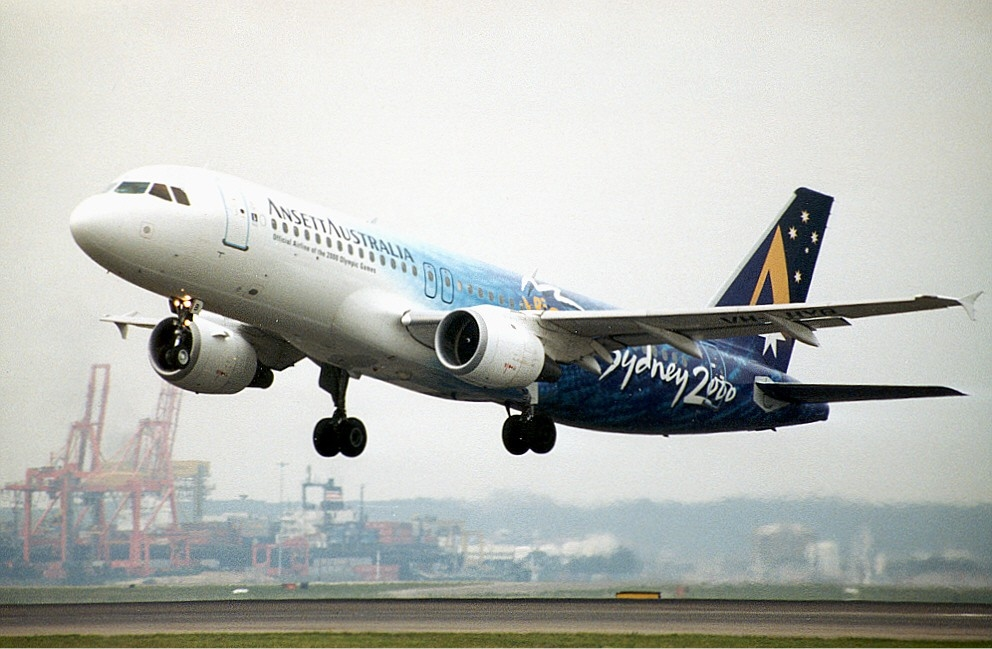
안셋 오스트레일리아의 에어버스 A320-200 (퇴역)
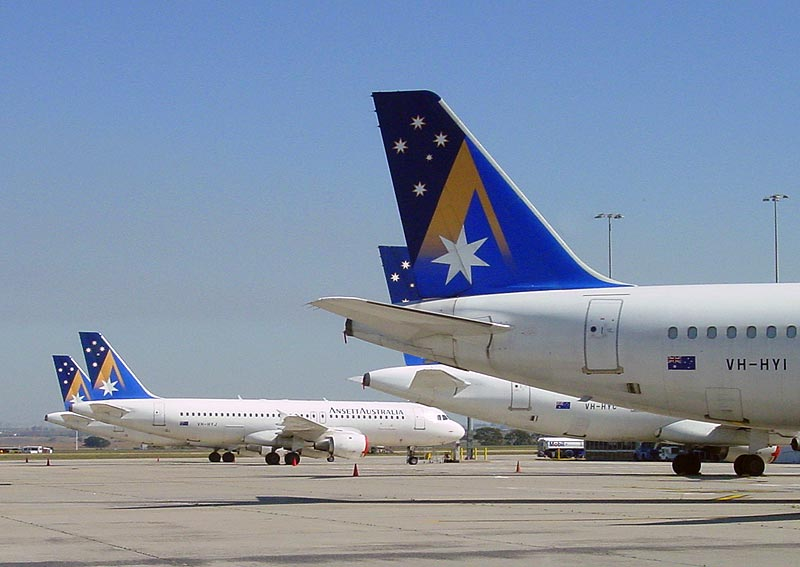
안셋 오스트레일리아의 에어버스 A320-200 (퇴역)
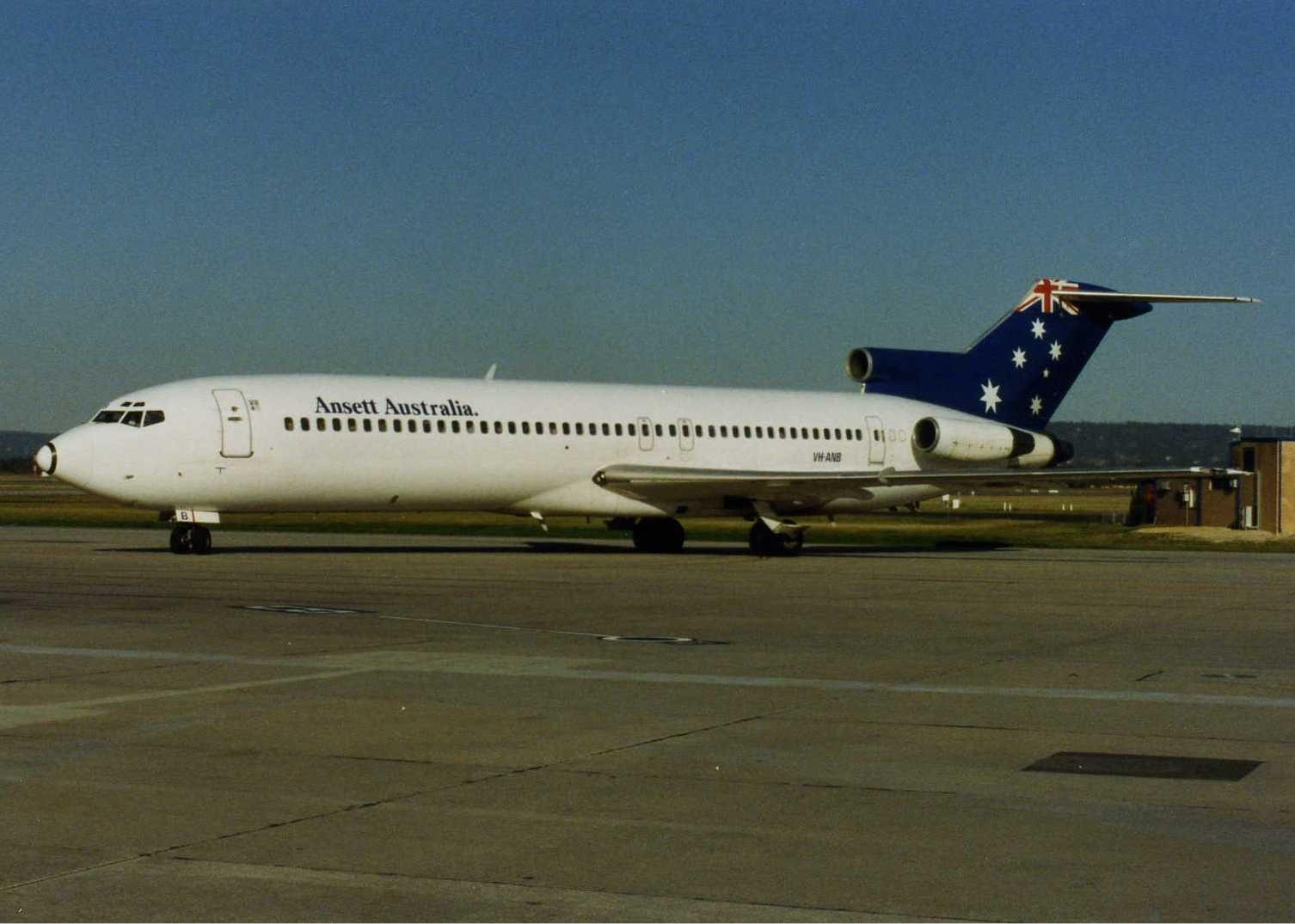
안셋 오스트레일리아의 보잉 727-200 (퇴역)
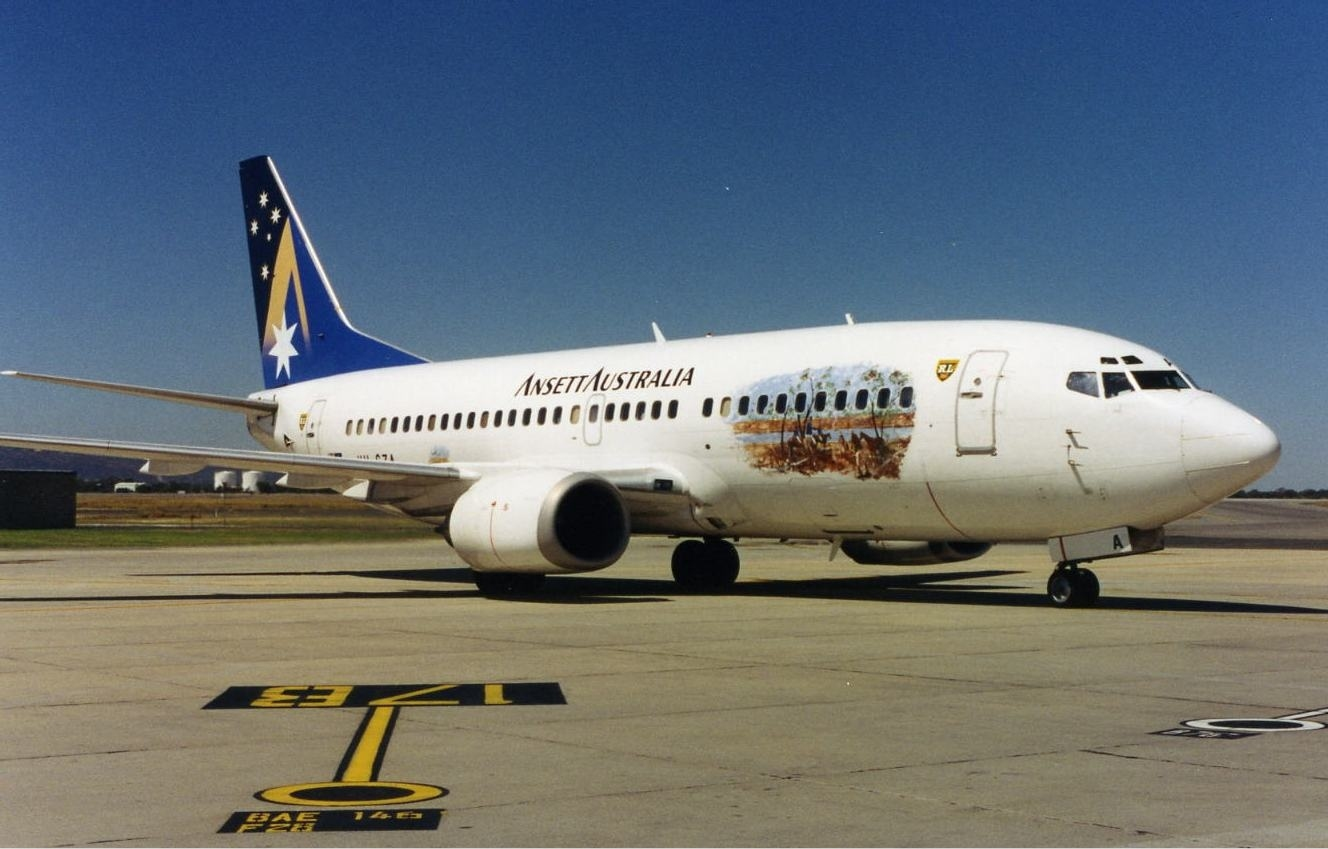
안셋 오스트레일리아의 보잉 737-300 (퇴역)
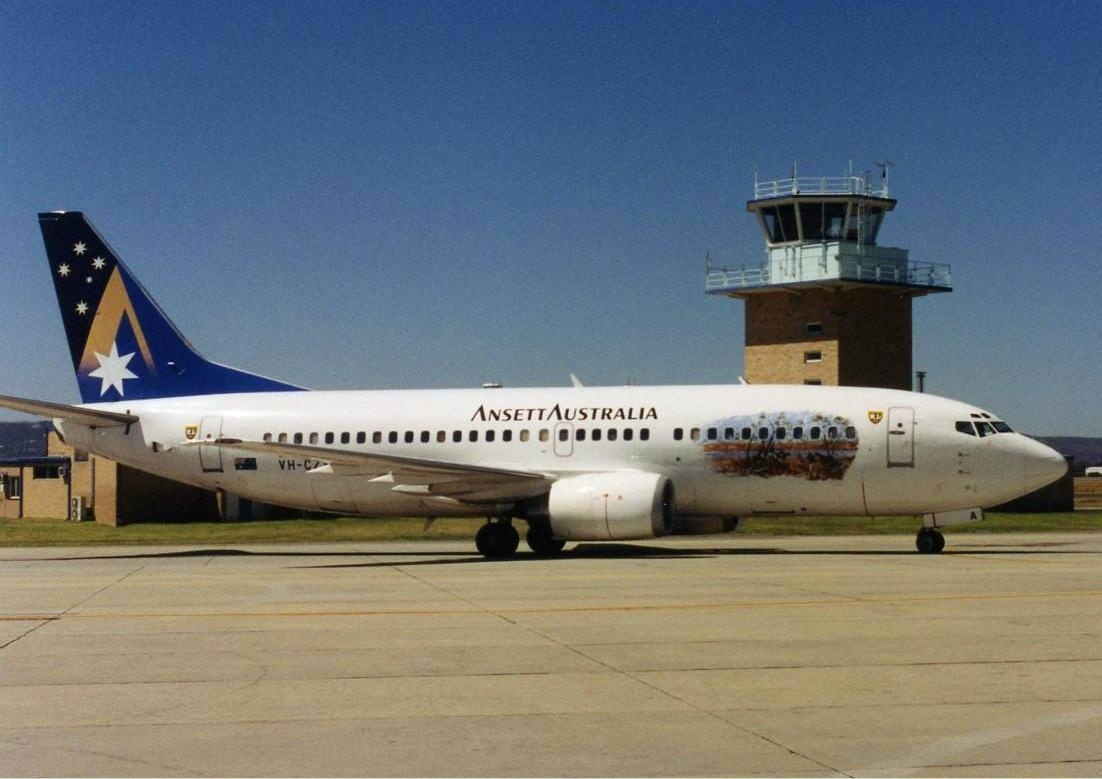
안셋 오스트레일리아의 보잉 737-300 (퇴역)
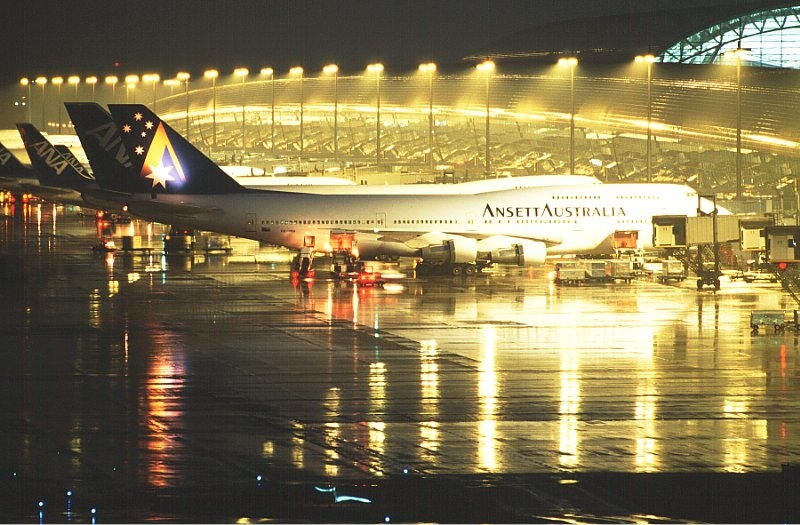
안셋 오스트레일리아의 보잉 747-300 (퇴역)
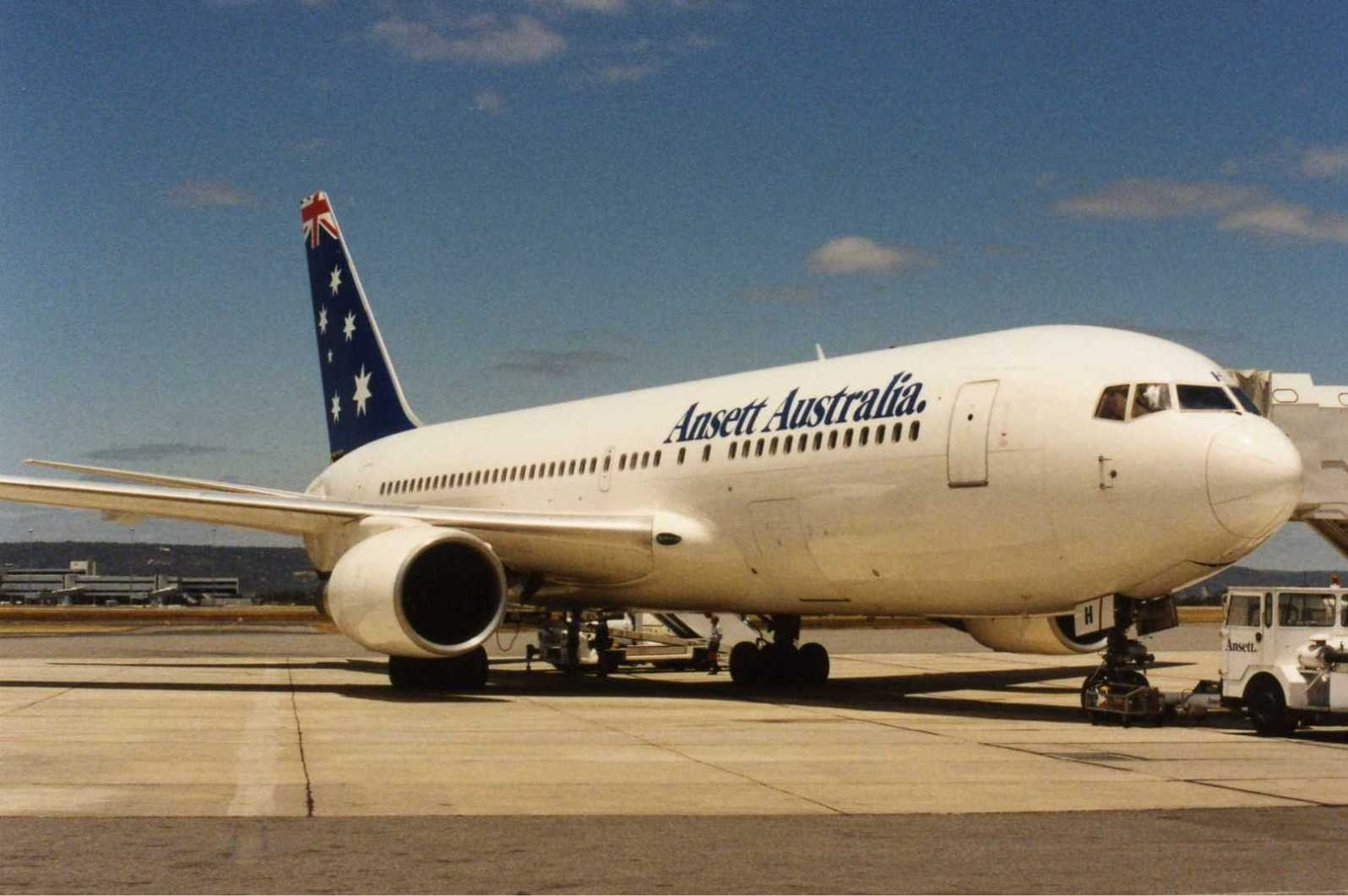
안셋 오스트레일리아의 보잉 767-200 (퇴역)